# 왈라키아 공국
왈라키아 또는 와라키아 (/wɒˈleɪkiə/; 루마니아어: Țara Românească; 고대 루마니아어: Țeara Rumânească, 루마니아어 키릴 문자: Цѣра Рꙋмѫнѣскъ) 왈라키아는 현대 루마니아의 루마니아의 역사적이고 지리적인 지역이다. 다뉴브강 하류 북쪽, 남카르파티아 남쪽에 위치했었다. 왈라키아는 전통적으로 문테니아(대왈라키아)와 올테니아(소왈라키아) 두 지역으로 나뉘었다. 도브루야는 인접 지역과 간략한 통치로 인해 3번째 지역으로 간주되기도 했다. 왈라키아 전체는 두 지역 중 더 큰 지역과 동일시되어 문테니아라고 불리기도 한다.
왈라키아는 14세기 초 헝가리의 샤를 1세에 대한 반란 이후 바사라브 1세에 의해 공국으로 건국되었다. 하지만 올트강 서쪽의 왈라키아 영토에 대한 최초의 언급은 1246년 헝가리의 벨러 4세가 보이보드 세네슬라우에게 헌장을 내린 데서 비롯된다. 1417년, 왈라키아는 오스만 제국의 종주권을 받아들여야 했다. 이는 19세기까지 지속되었다.
1859년 왈라키아는 몰다비아 공국과 연합하여 연합공국을 형성하였고, 1866년에 루마니아라는 이름을 채택하였으며, 1881년에 공식적으로 루마니아 왕국이 되었다. 이후 1918년 오스트리아-헝가리 제국의 해체와 루마니아인의 선출된 대표들의 결의에 따라 부코비나, 트란실바니아, 바나트, 크리샤나, 마라무레슈의 일부가 1919년 파리 평화 회의를 통해 루마니아 왕국에 할당되어 현대 루마니아 국가가 형성되었다.

## 역대 군주
- 왈라키아의 군주

## 같이 보기
- 부쿠레슈티의 역사
- 왈라키아의 통치자 목록
- 발칸다누비아 문화

## 서적
- Berza, Mihai. "Haraciul Moldovei și al Țării Românești în sec. XV–XIX", in Studii și Materiale de Istorie Medie, II, 1957, pp. 7–47.
- Brătianu, Gheorghe I (1980). Tradiția istorică despre întemeierea statelor românești (The Historical Tradition of the Foundation of the Romanian States). Editura Eminescu.
- Cazacu, Matei (2017).  Reinert, Stephen W., 편집. 《Dracula》. East Central and Eastern Europe in the Middle Ages, 450–1450 46. 번역 Brinton, Alice; Healey, Catherine; Mordarski, Nicole; Reinert, Stephen W. Leiden: Brill Publishers. doi:10.1163/9789004349216. ISBN 978-90-04-34921-6.
- Djuvara, Neagu. Între Orient și Occident. Țările române la începutul epocii moderne, Humanitas, Bucharest, 1995.
- Giurescu, Constantin. Istoria Românilor, Vol. I, 5th edition, Bucharest, 1946.
- Giurescu, Constantin. Istoria Bucureștilor. Din cele mai vechi timpuri pînă în zilele noastre, ed. Pentru Literatură, Bucharest, 1966.
- Ștefănescu, Ștefan. Istoria medie a României, Vol. I, Bucharest, 1991.